# Янковський Іван Михайлович
Іван Михайлович Янковський (нар. 25 серпня 1987, Мінськ) — білоруський борець вільного стилю, срібний призер чемпіонату світу , срібний та дворазовий бронзовий призер чемпіонатів Європи, бронзовий призер Кубку світу. Майстер спорту Білорусі міжнародного класу з вільної боротьби.

## Біографія
Боротьбою почав займатися з 1995 року. Перший тренер Анатолій Єрмак. В подальшому тренувався у нього та в Руслана Шейхова. Виступає за борцівський клуб СКА, Мінськ. Багаторазовий чемпіон Республіки Білорусь.
Випускник Білоруського державного університету фізичної культури.

## Спортивні результати на міжнародних змаганнях

### Виступи на Чемпіонатах світу
| Змагання                        | Збірна   | Вагова категорія          | Місце  |
| ------------------------------- | -------- | ------------------------- | ------ |
| Чемпіонат світу з боротьби 2013 | Білорусь | вільна боротьба, до 96 кг | 11     |
| Чемпіонат світу з боротьби 2015 | Білорусь | вільна боротьба, до 97 кг | 32     |
| Чемпіонат світу з боротьби 2018 | Білорусь | вільна боротьба, до 92 кг | Срібло |

### Виступи на Чемпіонатах Європи
| Змагання                         | Збірна   | Вагова категорія          | Місце  |
| -------------------------------- | -------- | ------------------------- | ------ |
| Чемпіонат Європи з боротьби 2006 | Білорусь | вільна боротьба, до 84 кг | 8      |
| Чемпіонат Європи з боротьби 2008 | Білорусь | вільна боротьба, до 84 кг | 7      |
| Чемпіонат Європи з боротьби 2009 | Білорусь | вільна боротьба, до 84 кг | 18     |
| Чемпіонат Європи з боротьби 2010 | Білорусь | вільна боротьба, до 84 кг | 12     |
| Чемпіонат Європи з боротьби 2011 | Білорусь | вільна боротьба, до 96 кг | 7      |
| Чемпіонат Європи з боротьби 2012 | Білорусь | вільна боротьба, до 96 кг | Бронза |
| Чемпіонат Європи з боротьби 2013 | Білорусь | вільна боротьба, до 96 кг | 16     |
| Чемпіонат Європи з боротьби 2014 | Білорусь | вільна боротьба, до 97 кг | Бронза |
| Чемпіонат Європи з боротьби 2016 | Білорусь | вільна боротьба, до 97 кг | Срібло |
| Чемпіонат Європи з боротьби 2018 | Білорусь | вільна боротьба, до 92 кг | 9      |

### Виступи на Кубках світу
| Змагання                    | Збірна   | Вагова категорія           | Місце  |
| --------------------------- | -------- | -------------------------- | ------ |
| Кубок світу з боротьби 2010 | Білорусь | вільна боротьба, до 84 кг  | 8      |
| Кубок світу з боротьби 2013 | Білорусь | вільна боротьба, до 96 кг  | Бронза |
| Кубок світу з боротьби 2013 | Білорусь | вільна боротьба, до 120 кг | 12     |
| Кубок світу з боротьби 2015 | Білорусь | вільна боротьба, до 97 кг  | 5      |

### Виступи на інших змаганнях
| Змагання                                                      | Збірна   | Вагова категорія          | Місце  |
| ------------------------------------------------------------- | -------- | ------------------------- | ------ |
| Гран-прі Німеччини з боротьби 2009                            | Білорусь | вільна боротьба, до 84 кг | Бронза |
| Кубок Великої Британії з боротьби 2010                        | Білорусь | вільна боротьба, до 96 кг | Срібло |
| Чемпіонат світу з боротьби серед військовослужбовців 2010     | Білорусь | вільна боротьба, до 96 кг | Срібло |
| Міжнародний меморіал Дейва Шульца 2011                        | Білорусь | вільна боротьба, до 96 кг | Срібло |
| Київський Міжнародний турнір з боротьби 2011                  | Білорусь | вільна боротьба, до 96 кг | Бронза |
| Меморіал Вацлава Циолковського 2011                           | Білорусь | вільна боротьба, до 96 кг | 15     |
| Турнір Дмитра Коркіна 2011                                    | Білорусь | вільна боротьба, до 96 кг | Бронза |
| Турнір Дана Колова — Николи Петрова 2012                      | Білорусь | вільна боротьба, до 96 кг | Бронза |
| Гран-прі «Харі Рам» 2012                                      | Білорусь | вільна боротьба, до 96 кг | Срібло |
| Гран-прі Іспанії з боротьби 2012                              | Білорусь | вільна боротьба, до 96 кг | Срібло |
| Гран-прі «Іван Яригін» 2013                                   | Білорусь | вільна боротьба, до 96 кг | 19     |
| Турнір Олександра Медведя 2013                                | Білорусь | вільна боротьба, до 96 кг | Золото |
| Турнір Алі Алієва 2013                                        | Білорусь | вільна боротьба, до 96 кг | 7      |
| Літня Універсіада 2013                                        | Білорусь | вільна боротьба, до 96 кг | 8      |
| Меморіал Вацлава Циолковського 2013                           | Білорусь | вільна боротьба, до 96 кг | 5      |
| Всесвітні ігри бойових мистецтв 2013                          | Білорусь | вільна боротьба, до 96 кг | Срібло |
| Гран-прі «Іван Яригін» 2014                                   | Білорусь | вільна боротьба, до 97 кг | Срібло |
| Турнір Олександра Медведя 2014                                | Білорусь | вільна боротьба, до 97 кг | Бронза |
| Меморіал Вацлава Циолковського 2014                           | Білорусь | вільна боротьба, до 97 кг | Бронза |
| Турнір Олександра Медведя 2015                                | Білорусь | вільна боротьба, до 97 кг | 15     |
| Меморіал Вацлава Циолковського 2015                           | Білорусь | вільна боротьба, до 97 кг | 11     |
| Всесвітні ігри військовослужбовців 2015                       | Білорусь | вільна боротьба, до 97 кг | Бронза |
| Кубок Алроси 2015                                             | Білорусь | вільна боротьба, до 97 кг | 4      |
| Гран-прі Парижа з боротьби 2016                               | Білорусь | вільна боротьба, до 97 кг | 10     |
| Турнір Олександра Медведя 2016                                | Білорусь | вільна боротьба, до 97 кг | Срібло |
| Олімпійський кваліфікаційний турнір з боротьби 2016 (Їго)     | Білорусь | вільна боротьба, до 97 кг | 12     |
| Олімпійський кваліфікаційний турнір з боротьби 2016 (Стамбул) | Білорусь | вільна боротьба, до 97 кг | Бронза |
| Чемпіонат світу з боротьби серед військовослужбовців 2016     | Білорусь | вільна боротьба, до 97 кг | Бронза |
| Кубок Європейських націй з боротьби 2016                      | Білорусь | команда                   | 4      |
| Золотий Гран-прі з боротьби 2016                              | Білорусь | вільна боротьба, до 97 кг | 10     |
| Гран-прі Парижа з боротьби 2017                               | Білорусь | вільна боротьба, до 97 кг | Золото |
| Київський Міжнародний турнір з боротьби 2018                  | Білорусь | вільна боротьба, до 92 кг | 11     |
| Турнір Дана Колова — Николи Петрова 2018                      | Білорусь | вільна боротьба, до 92 кг | 5      |
| Чемпіонат світу з боротьби серед військовослужбовців 2018     | Білорусь | вільна боротьба, до 92 кг | Бронза |
| Турнір Яшара Догу 2018                                        | Білорусь | вільна боротьба, до 92 кг | Бронза |
| Турнір Олександра Медведя 2018                                | Білорусь | вільна боротьба, до 92 кг | 9      |
| Турнір Дана Колова — Николи Петрова 2019                      | Білорусь | вільна боротьба, до 97 кг | 12     |
| Турнір Алі Алієва 2019                                        | Білорусь | вільна боротьба, до 92 кг | 5      |
| Київський Міжнародний турнір з боротьби 2019                  | Білорусь | вільна боротьба, до 97 кг | Бронза |

### Виступи на змаганнях молодших вікових груп
| Змагання                                       | Збірна   | Вагова категорія          | Місце |
| ---------------------------------------------- | -------- | ------------------------- | ----- |
| Чемпіонат світу з боротьби серед юніорів 2005  | Білорусь | вільна боротьба, до 74 кг | 12    |
| Чемпіонат Європи з боротьби серед юніорів 2005 | Білорусь | вільна боротьба, до 74 кг | 10    |
| Чемпіонат Європи з боротьби серед юніорів 2006 | Білорусь | вільна боротьба, до 84 кг | 7     |
| Чемпіонат світу з боротьби серед юніорів 2006  | Білорусь | вільна боротьба, до 84 кг | 12    |
| Чемпіонат Європи з боротьби серед юніорів 2007 | Білорусь | вільна боротьба, до 84 кг | 7     |
| Чемпіонат світу з боротьби серед юніорів 2007  | Білорусь | вільна боротьба, до 84 кг | 8     |
| Чемпіонат світу з боротьби серед юніорів 2008  | Білорусь | вільна боротьба, до 96 кг | 15    |
| Чемпіонат Європи з боротьби серед кадетів 2004 | Болгарія | вільна боротьба, до 76 кг | 5     |